# Tűzmadár (regény)
A Tűzmadár (Firebird) Jack McDevitt  2011-ben megjelent sci-fi regénye. A könyv az Alex Benedict-ciklus hatodik kötete, melyet jelöltek a Nebula-díjra 2011-ben, regény kategóriában. Magyarul 2013-ban jelent meg F. Nagy Piroska fordításában a Galaktika Fantasztikus Könyvek-sorozat tagjaként.
A Tűzmadár a sorozat jelenlegi utolsó darabja. A szerző a Coming Home című folytatást 2014-re ígérte. 

## Cselekmény
|  | Alább a cselekmény részletei következnek! |

Dr. Christopher Robin, a híres fizikus sokkolta a közvéleményt, amikor bejelentette kutatásai eredményét: végtelen számú párhuzamos univerzum létezik, amelyek kisebb-nagyobb mértékben különböznek a sajátunktól. A bejelentést követően pedig egy földrengés során váratlanul eltűnt.
Alex Benedictnek és Chase Kolpathnak eredetileg csak egy árverést kellett volna lebonyolítani a fizikus hagyatékából. Ám amikor követni kezdik a tudós nyomait a bolygórendszer határain túlra, kiderül: egyesek bármit megtennének, hogy a rejtély megoldatlan maradjon.
|  | Itt a vége a cselekmény részletezésének! |

## Magyarul
- Tűzmadár; ford. F. Nagy Piroska; Metropolis Media, Bp., 2013 (Galaktika fantasztikus könyvek)

## Külső hivatkozások
- A regény a Galaktika webboltjában
- A regény a Moly.hun